# رينو 8
رينو 8 سيارة من إنتاج مصنع السيارات الفرنسي رينو.وتصنف السيارة كـ سيارة عائلية صغيرة, مصغرة.إصدار هذا الموديل جاء تعويضا لموديل رينو دوفين وتلاه رينو 6.
بدأ إنتاجها سنة 1962 واستمر إلى غاية سنة 1971.

## معرض صور

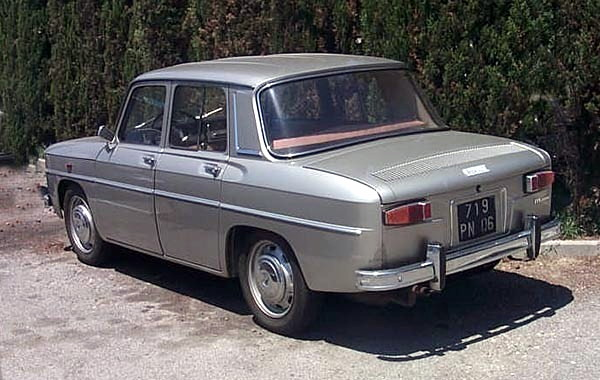
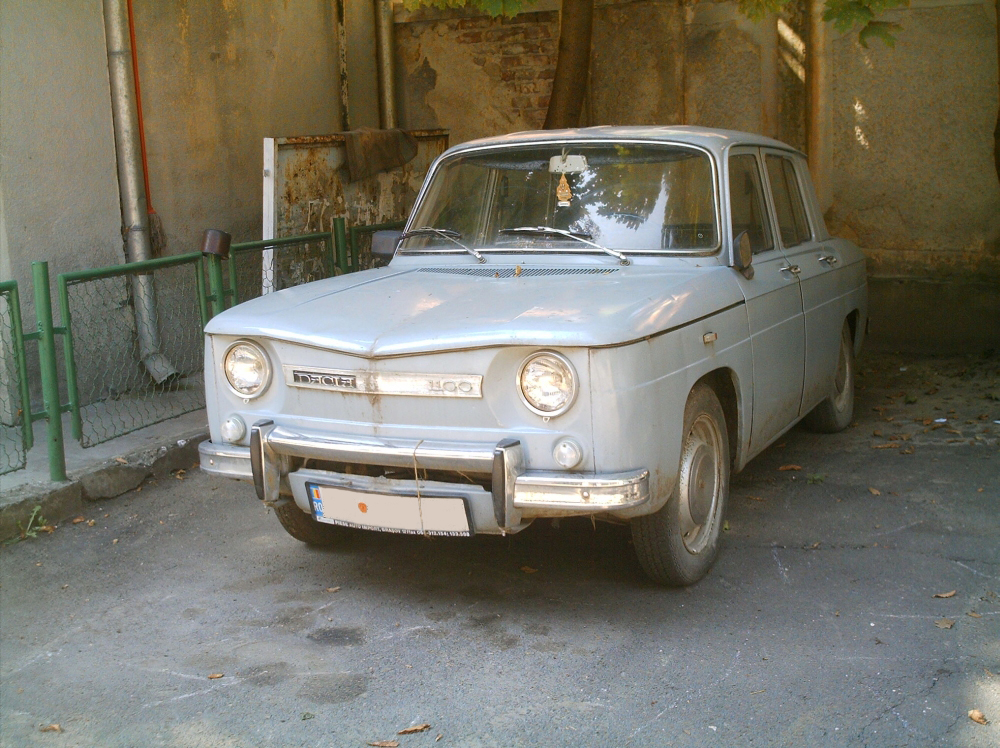
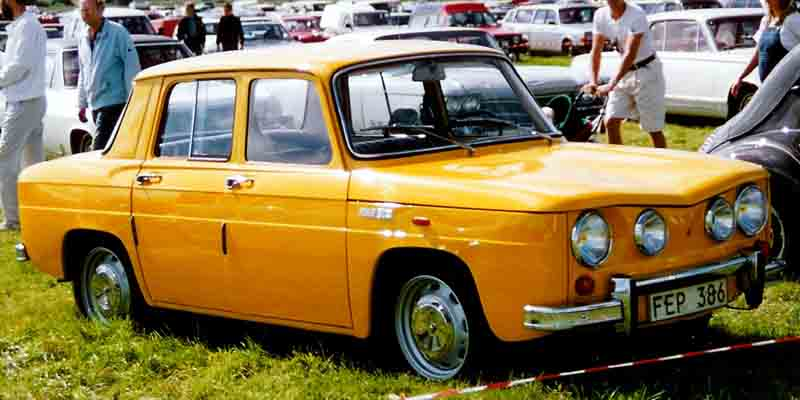
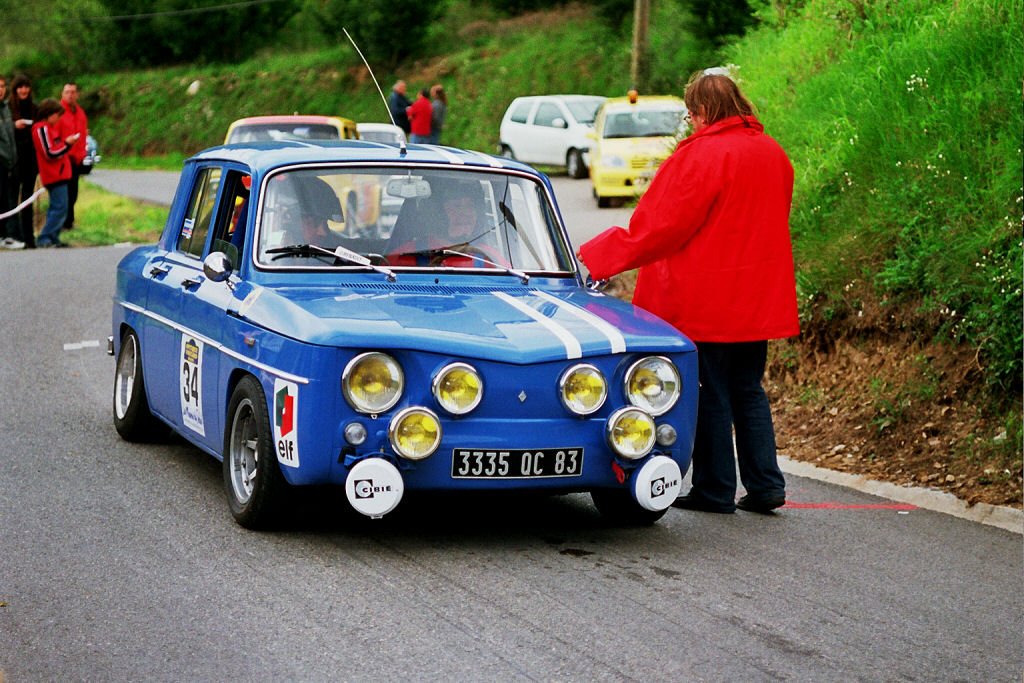
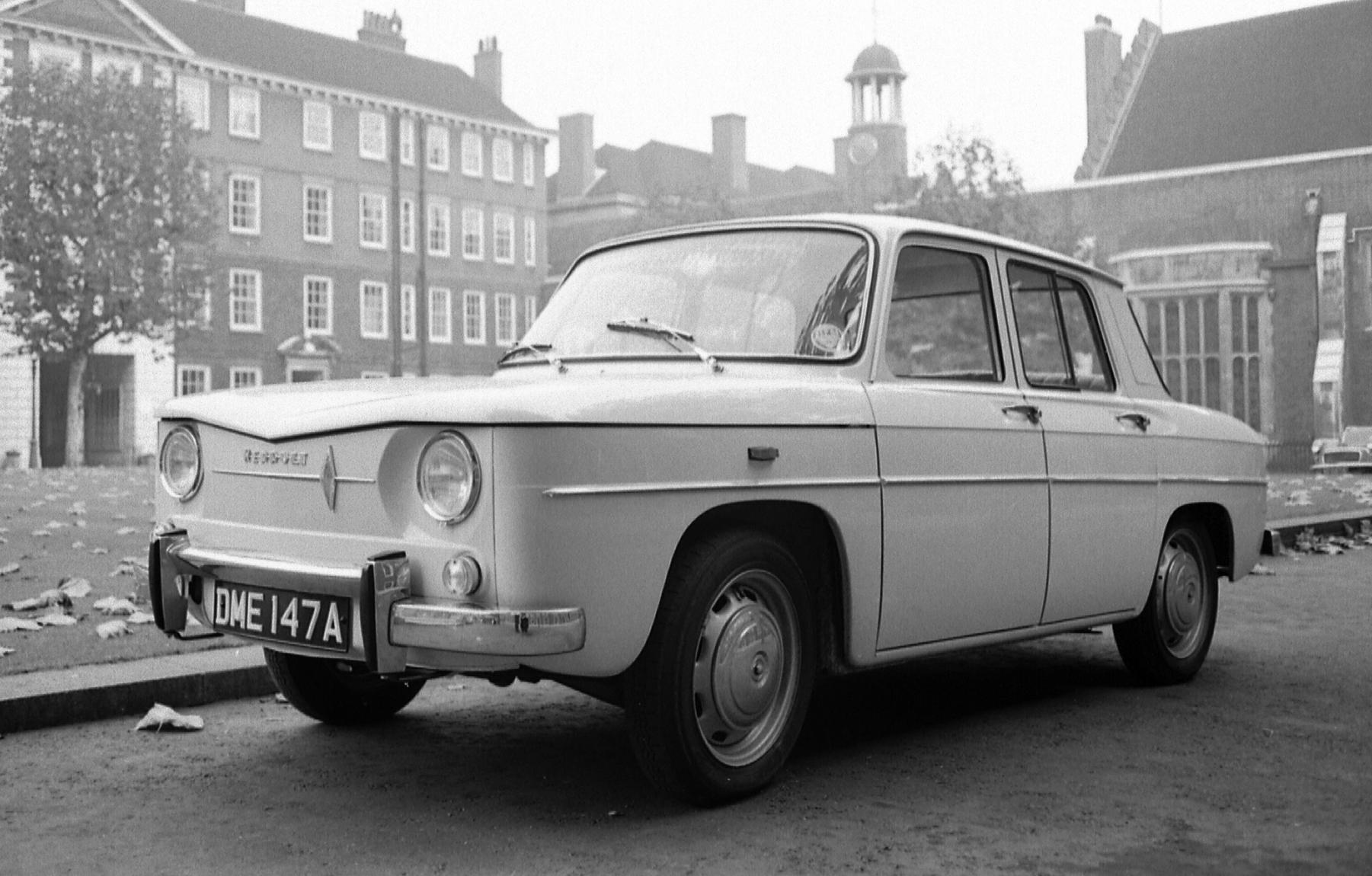